# أحمد السرحان
أحمد زيد السرحان (1920 - 10 أغسطس 2012 )، سياسي كويتي، رئيس مجلس الأمة الأسبق خلال الفترة 7 فبراير 1967 حتى 7 فبراير 1971 ، وكان نائباً لرئيس مجلس الأمة خلال الفترة 2 مارس 1965 حتى 29 يناير 1967 وكما كان عضو مجلس الأمة خلال الفترة 29 يناير 1963 حتى 2 مارس 1965. وهو لاعب كرة قدم كويتي سابق، حيث تم تشكيل منتخب في الكويت في عام 1932. 

## عن حياته
ولد أحمد السرحان في سنة 1920
ترشح لانتخابات مجلس الأمة 1963 عن الدائرة الثامنة وفاز في الانتخابات بعد حصوله على المركز الرابع ب517 صوت ، وفي 2 مارس 1965 انتخب نائباً لرئيس مجلس الأمة بالتزكية خلفاً لسعود عبدالعزيز العبدالرزاق الذي انتخب رئيساً لمجلس الأمة بعد استقالة رئيس المجلس عبدالعزيز حمد الصقر في 16 فبراير 1965. 
وترشح لانتخابات مجلس الأمة 1967 عن الدائرة الثامنة وفاز في الانتخابات بعد حصوله على المركز الثالث ب731 صوت ، وفي 7 فبراير 1967 انتخب رئيساً لمجلس الأمة بعد حصوله على 22 صوتاً مقابل 19 صوت ليوسف السيد هاشم ، وشغل المنصب حتى 7 فبراير 1971. 